# Crataegus baroussana
Crataegus baroussana — вид рослин із родини трояндових (Rosaceae).

## Біоморфологічна характеристика
Це злегка колючий листопадний кущ чи невелике дерево, до 7 метрів у висоту. Плоди червоні й кулясті, 12–17 мм у діаметрі; у центрі плоду є до п'яти досить великих насінин.

## Середовище проживання
Ендемік Мексики (Нью-Леон, Коауіла, Тамауліпас). Населяє дубово-сосновий ліс і луки на висоті 1800–2500 метрів. Ареал розраховується як 76 км² на основі поточних гербарних звітів.

## Загрози й охорона
Розширення сільського господарства та міст, а також інтенсивні рубки є причиною вирубки лісів на більшій частині ареалу. Частина ареалу Crataegus baroussana знаходиться в зоні охорони природних ресурсів "C.A.D.N.R. 026 Bajo Río San Juan".

## Використання

#### як їжа
Плоди вживають сирими чи приготовленими (мармелад). Солодкі.

#### як ліки
Хоча жодних конкретних згадок про цей вид не було помічено, плоди та квіти багатьох видів глоду добре відомі в трав'яній народній медицині як тонізувальний засіб для серця, і сучасні дослідження підтвердили це використання.

#### інше
Деревина Crataegus, як правило, має хорошу якість, хоча вона часто занадто мала, щоб мати велику цінність. Деревина цінується для використання в токарній справі та традиційно використовується для таких цілей, як виготовлення ручок для інструментів, киянок та інших дрібних предметів.